# Lista de vereadores de Vassouras
Esta é a lista de vereadores de Vassouras, município brasileiro do estado do Rio de Janeiro.
A Câmara Municipal de Vassouras é formada por treze representantes. O salão principal chama-se Plenário Sebastião de Lacerda.

## 52ª Legislatura (2021–2024)
Estes são os vereadores eleitos nas eleições de 15 de novembro de 2020, pelo período de 1° de janeiro de 2021 a 31 de dezembro de 2024:
| Mesa Diretora (2021-2022)    |                       |                        |                           |
| Nome                         | Início do mandato     | Fim do mandato         | Cargo                     |
| José Maria Vaz Capute (PSD)  | 1º de janeiro de 2021 | 31 de dezembro de 2022 | Presidente da Câmara      |
| Manoel Melo de Macedo (PP)   | 1º de janeiro de 2021 | 31 de dezembro de 2022 | Vice-presidente da Câmara |
| Jeovane da Silva Lomeu (PSD) | 1º de janeiro de 2021 | 31 de dezembro de 2022 | 1º Secretário             |
| Diney da Silva Gomes (PP)    | 1º de janeiro de 2021 | 31 de dezembro de 2022 | 2º Secretário             |

|    | Nome                                                                           | Partido                          | Votos | %    | Observações |
| -- | ------------------------------------------------------------------------------ | -------------------------------- | ----- | ---- | ----------- |
| 1  | José Maria Vaz Capute, Zé Maria Capute (2021-2022) (Vassouras, 29.05.1954–)    | Partido Social Democrático (PSD) | 945   | 4,36 | 2º mandato  |
| 2  | Francisco Carlos Teixeira Brando, Kiko Brando (Vassouras, 04.10.1974–)         | Partido Social Cristão (PSC)     | 787   | 3,63 | 2º mandato  |
| 3  | Bruno Guimarães Sales (Vassouras, 13.08.1985–)                                 | REPUBLICANOS                     | 783   | 3,62 | 1º mandato  |
| 4  | Cássio Dias dos Santos Cardoso, Cássio do Mercado (Vassouras, 29.04.1991–)     | Partido Social Cristão (PSC)     | 715   | 3,30 | 1º mandato  |
| 5  | Leonardo Miranda Guimarães, Léo Miranda (Três Rios, 02.06.1988–)               | Partido Social Democrático (PSD) | 708   | 3,27 | 1º mandato  |
| 6  | Sílvio Leal Soares, Silvinho (Vassouras, 03.07.1963–)                          | Democratas (DEM)                 | 690   | 3,19 | 2º mandato  |
| 7  | Sandro Alex de Medeiros Motta, Sandrinho Delgado (Vassouras, 03.01.1985–)      | Democratas (DEM)                 | 655   | 3,02 | 2º mandato  |
| 8  | Manoel Melo de Macedo, Manelzinho Macedo (Vassouras, 06.07.1965–)              | Progressistas (PP)               | 632   | 2,92 | 2º mandato  |
| 9  | Jeovane da Silva Lomeu (Paracambi, 30.10.1972–)                                | Partido Social Democrático (PSD) | 578   | 2,67 | 2º mandato  |
| 10 | Victor Setaro de Alcântara Paixão (Vassouras, 05.07.1990–)                     | REPUBLICANOS                     | 542   | 2,50 | 1º mandato  |
| 11 | Gabriel dos Santos Silva (Vassouras, 22.03.1995–)                              | Partido Social Cristão (PSC)     | 503   | 2,32 | 1º mandato  |
| 12 | Matheus Merenciano da Silva, Matheus do Geraldão (Barra do Piraí, 26.07.1994–) | Democratas (DEM)                 | 494   | 2,28 | 1º mandato  |
| 13 | Diney da Silva Gomes (Vassouras, 28.03.1974–)                                  | Progressistas (PP)               | 484   | 2,23 | 1º mandato  |

## 51ª Legislatura (2017–2020)
Estes são os vereadores eleitos nas eleições de 2 de outubro de 2016, pelo período de 1° de janeiro de 2017 a 31 de dezembro de 2020:
|    | Nome                                                                                  | Partido                                            | Votos | %    | Observações |
| -- | ------------------------------------------------------------------------------------- | -------------------------------------------------- | ----- | ---- | ----------- |
| 1  | Rosilane Piveti Farias (Vassouras, 02.01.1971–)                                       | Partido Progressista (PP)                          | 773   | 3,38 | 1º mandato  |
| 2  | Sandro Alex de Medeiros Motta, Sandrinho Delgado (2017-2018) (Vassouras, 03.01.1985–) | Partido Popular Socialista (PPS)                   | 749   | 3,28 | 1º mandato  |
| 3  | Fábio Coelho Rodrigues, Lanches (Vassouras, 19.08.1975–)                              | Partido da Social Democracia Brasileira (PSDB)     | 680   | 2,98 | 1º mandato  |
| 4  | Manoel Melo de Macedo, Manelzinho Macedo (Vassouras, 06.07.1965–)                     | Partido da República (PR)                          | 618   | 2,71 | 1º mandato  |
| 5  | José Maria Vaz Capute, Zé Maria Capute (2019-2020) (Vassouras, 29.05.1954–)           | Partido Humanista da Solidariedade (PHS)           | 600   | 2,63 | 1º mandato  |
| 6  | Waldemir Sant'Ana Guimarães (Vassouras, 02.03.1964–)                                  | Partido Trabalhista Brasileiro (PTB)               | 595   | 2,61 | 1º mandato  |
| 7  | Francisco Carlos Teixeira Brando, Kiko Brando (Vassouras, 04.10.1974–)                | Partido do Movimento Democrático Brasileiro (PMDB) | 517   | 2,26 | 1º mandato  |
| 8  | Geraldo da Silva, Geraldão (Barra do Piraí, 05.09.1958–)                              | Democratas (DEM)                                   | 483   | 2,11 | 1º mandato  |
| 9  | Sílvio Leal Soares, Silvinho (Rio de Janeiro, 03.07.1968–)                            | Partido Republicano da Ordem Social (PROS)         | 456   | 2,00 | 1º mandato  |
| 10 | Dr. Rodrigo Otávio Couto da Paixão (Vassouras, 30.03.1979–)                           | Partido do Movimento Democrático Brasileiro (PMDB) | 435   | 1,90 | 1º mandato  |
| 11 | Jeovane da Silva Lomeu (Paracambi, 30.10.1972–)                                       | Partido Republicano Brasileiro (PRB)               | 417   | 1,83 | 1º mandato  |
| 12 | Jonas Chaves Pato (Vassouras, 28.07.1980–)                                            | Partido Renovador Trabalhista Brasileiro (PRTB)    | 339   | 1,48 | 1º mandato  |
| 13 | Marco Aurélio Batalha, Marquinhos Batalha (Vassouras, 05.01.1965–)                    | Democratas (DEM)                                   | 282   | 1,23 | 1º mandato  |

## Legenda
| Cor  | Significado          |
| Bege | Presidente da Câmara |
| Azul | Suplente             |